# Chálid Al-'Aid
Chálid Abdulaziz Al-'Aid (arab. خالد ال ,angl. transkripce Khaled Al-Eid, * 2. ledna 1969, Rijád) je bývalý saúdskoarabský parkurový jezdec a držitel bronzové medaile v individuálním parkurovém skákání z Letních olympijských her 2000 v Sydney.

## Sportovní začátky
Al-'Aid jezdil od svých deseti let, jeho otec původně choval arabské koně v Rijádu a učil svých pět dětí, aby pokračovaly v jezdecké tradici jeho rodu. V 80. letech se začal v Saúdské Arábii prosazoval evropský styl soutěží v parkuru a mladý Al- 'Aid si uvědomil, že lehcí a vytrvalí arabští koně postrádají sílu špičkových skokanů. Proto rodina začala dovážet mladé plnokrevníky především z Nizozemska a z Belgie a v roce 1990 byli její dva členové (Chálid a jeho bratr Fajad) členy saúdskoarabské reprezentace. Svou techniku zdokonalovali v evropských stájích v Německu, Anglii i v USA. Chálid pak reprezentoval Saúdskou Arábii na olympijských hrách v Atlantě 1996, kde se umístil na 44. místě (dle oficiálních dat), když nepostoupil z kvalifikace. Tým Saúdské Arábie, jehož byl členem, obsadil v Atlantě 17. místo.

## Olympijské hry 2000
Na další olympiádu se tým připravoval pod vedením brazilského trenéra belgického původu Nelsonem Pessoa. V listopadu 1999 se Al-'Aid vrací domů s koněm Eastern Knight, jehož přejmenovává na Chašm al-'Aan. S tímto koněm si brzy vzájemně porozuměli. Když spolu jeli na olympiádu do Austrálie, bylo cílem Al- 'Aida umístění kolem 10. místa.
Již při prvním soutěžním kole, tj.v kvalifikaci, udělala řada známějších jezdců spoustu chyb, Al-'Aid byl jedním ze čtyř soutěžících, kteří trať projeli bezchybně. Ve druhém kole sice měl čtyři chyby, ale protože byl třetí nejrychlejší, dosáhl na bronzovou medaili a svět parkuru tím dokonale překvapil. Před ním skončili dva Nizozemci, olympijským vítězem se stal Jeroen Dubbeldam, druhý byl Albert Voorn.

## Pozdější sportovní dráha a doping
V pozdějších letech již Al-'Aid tak úspěšný nebyl, účastnil se Světových jezdeckých her 2002 (69. místo a s týmem místo 18.) a v roce 2010 (s družstvem osmé místo a individuálně dvanácté). Byl také členem týmu, který dvakrát vyhrál Asijské hry (2006, 2010) a jednou Panarabské hry (2011). Většinou pak závodil na soutěžích pořádaných v arabském světě. Na konci roku 2012 byl na osm měsíců vyloučen ze závodění pro doping koně, po odvolání byl trest snížen na dva měsíce.